# Comité spécial de la décolonisation

Membres actuels du Comité spécial de la décolonisation
Membres en 2013
Observateurs en 2013

Le Comité spécial de la décolonisation, formellement Comité spécial chargé d'étudier la situation en ce qui concerne l'application de la Déclaration sur l'octroi de l'indépendance aux pays et aux peuples coloniaux, est un comité de l'ONU, chargé d'observer et promouvoir le processus de décolonisation de certains territoires.
Ce comité a été créé en 1961 par la résolution 1654 (XVI) de l'Assemblée générale des Nations unies à la suite de la déclaration de 1960 sur l'octroi de l'indépendance aux pays et peuples coloniaux, comporte 29 membres, et suit une liste de 17 territoires classés comme devant accéder à l'autodétermination.

## Membres du Comité
En 2013, le Comité est composé de 29 membres :
- Antigua-et-Barbuda
- Bolivie
- Chili
- Chine
- République du Congo
- Côte d'Ivoire
- Cuba
- Dominique
- Équateur
- Éthiopie
- Fidji
- Grenade
- Inde
- Indonésie
- Irak
- Iran
- Mali
- Nicaragua
- Papouasie-Nouvelle-Guinée
- Russie
- Saint-Christophe-et-Niévès
- Sainte-Lucie
- Saint-Vincent-et-les-Grenadines
- Sierra Leone
- Syrie
- Tanzanie
- Timor oriental
- Tunisie
- Venezuela

Et de 13 observateurs :
- Algérie
- Argentine
- Azerbaïdjan
- Birmanie
- Brésil
- Espagne
- Guatemala
- Honduras
- Panama
- Pérou
- Salvador
- Thaïlande
- Uruguay